# Onthophagus inflaticollis
Onthophagus inflaticollis är en skalbaggsart som beskrevs av Bates 1887. Onthophagus inflaticollis ingår i släktet Onthophagus och familjen bladhorningar. Inga underarter finns listade i Catalogue of Life.